# لوك سيمبكين
لوك سيمبكين (بالإنجليزية: Luke Simpkin)‏ مواليد 5 مايو 1979 في دربي، هو ملاكم محترف إنجليزي يصنف ضمن فئة الوزن الثقيل.

## إحصائيات
خاض خلال مسيرته 45 نزالا، فاز في 11 وتعادل في 3 وخسر في 31. فاز بالضربة القاضية في 8 نزالا.

## روابط خارجية
- لوك سيمبكين على موقع بوكس ريك (الإنجليزية) (registration required)